# 利文斯頓 (德克薩斯州)
利文斯頓（英語：Livingston）是一個位於美國德克薩斯州波爾克縣的城市。根據2010年美國人口普查，該地共人口5335人，而該地的面積約為21.70平方千米。同時該地也是波爾克縣的縣治。

## 地理
利文斯頓的座標為30°42′34″N 94°56′04″W / 30.70944°N 94.93444°W，而該地的平均海拔高度為51米（即167英尺）。